# Cintura

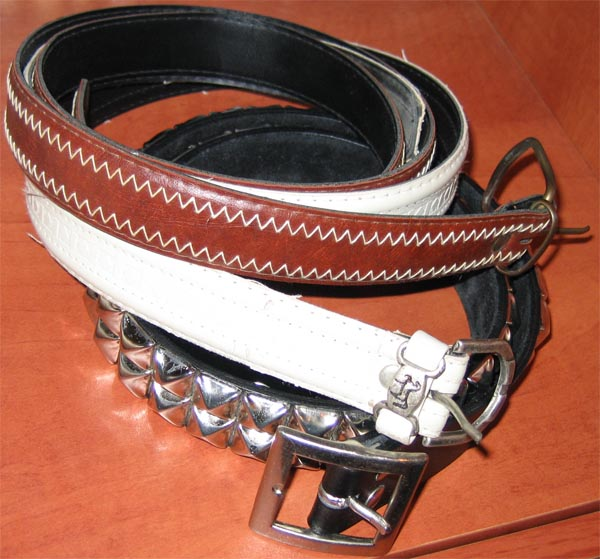
cinture in cuoio

Disegno di una cintura.

Una cintura o cinghia o cinta è una striscia flessibile generalmente di pelle, tessuto o fibre intrecciate che si porta attorno alla vita. La cintura ha funzione di supporto per capi di abbigliamento come pantaloni e gonne, di oggetti (spada, borsa) o decorativa.
Il suo nome deriva dal termine latino cingulum, che indicava la cintura civile, quella militare era detta balteus. Se molto larga prende il nome di cinturone.

## Storia
Le sue origini sono da far risalire alla preistoria: sono stati trovati resti di cinture metalliche dell'età del bronzo. Nell'antichità serviva per distinguere il grado militare, religioso o civile. Una precisazione stilistica e, nei tempi precedenti, pratica: nell'uomo, una volta allacciata la cintura la "lingua" oltre la fibbia, deve terminare sul fianco destro mentre nella donna sul fianco sinistro: questo perché nell'uomo, fin dall'antichità i vari tipi di cinture non dovevano dare "fastidio" all'estrazione della spada (portata sul fianco sinistro ed estratta con la mano destra) per cui la parte terminale andava sul fianco destro onde evitare intralci.

## Caratteristiche
Il modello più comune ha fibbia ad una estremità e dei fori all'altra, infilando l'ardiglione della fibbia nei fori si ottiene la chiusura. Il vario numero dei fori, regolarmente distanziati, permette di regolarne la larghezza, per adattarla alla circonferenza della vita. Può essere dotata di qualsiasi altro tipo di chiusura o semplicemente annodata.

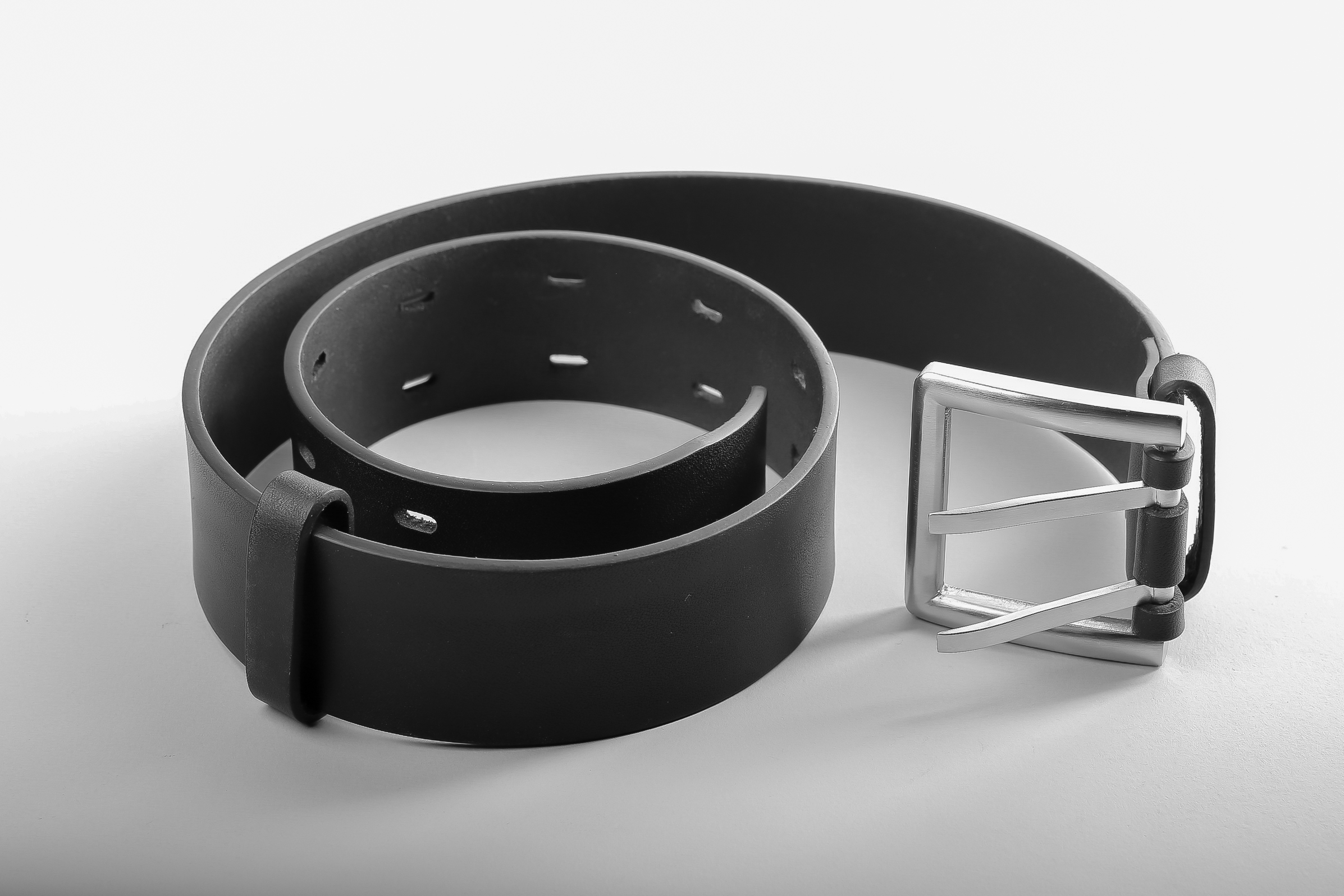

Cinture con funzione puramente decorativa vengono portate al di sopra dei vestiti, soprattutto nella moda femminile.
Le cinture sono disponibili di diversa lunghezza (totale e del giro vita) e larghezza (altezza); solitamente sono dotate di 5 fori. La misura ideale della cintura è quella per cui, con la cintura indossata e allacciata, la fibbia è chiusa al terzo foro (con cintura a 5 fori che è la configurazione ordinaria), ovvero il foro centrale (di conseguenza il segmento terminale oltre il secondo foro, cioè la punta della cintura, dovrebbe risultare sostenuta tra il primo e il secondo passante). Infatti, in molte tabelle di taglia la lunghezza del giro vita è visualizzata in corrispondenza del foro centrale.

## Nelle arti marziali
Fra i lottatori di Karate e Judo è una striscia di tessuto chiamata obi, il colore della cintura indica l'esperienza del lottatore; (bianca, gialla, arancione, verde, blu, marrone e nera).

## Galleria d'immagini

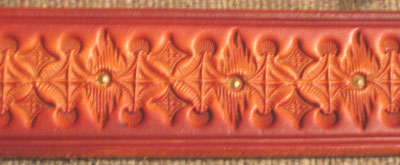
Decorazione su una cintura
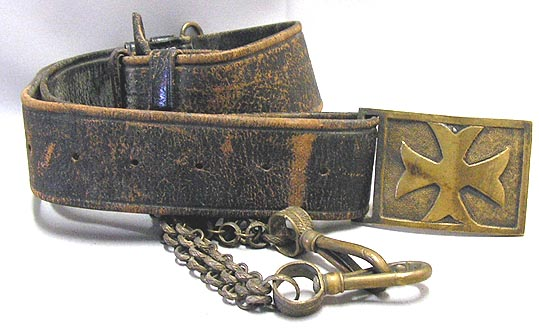
Cintura templare del 1800
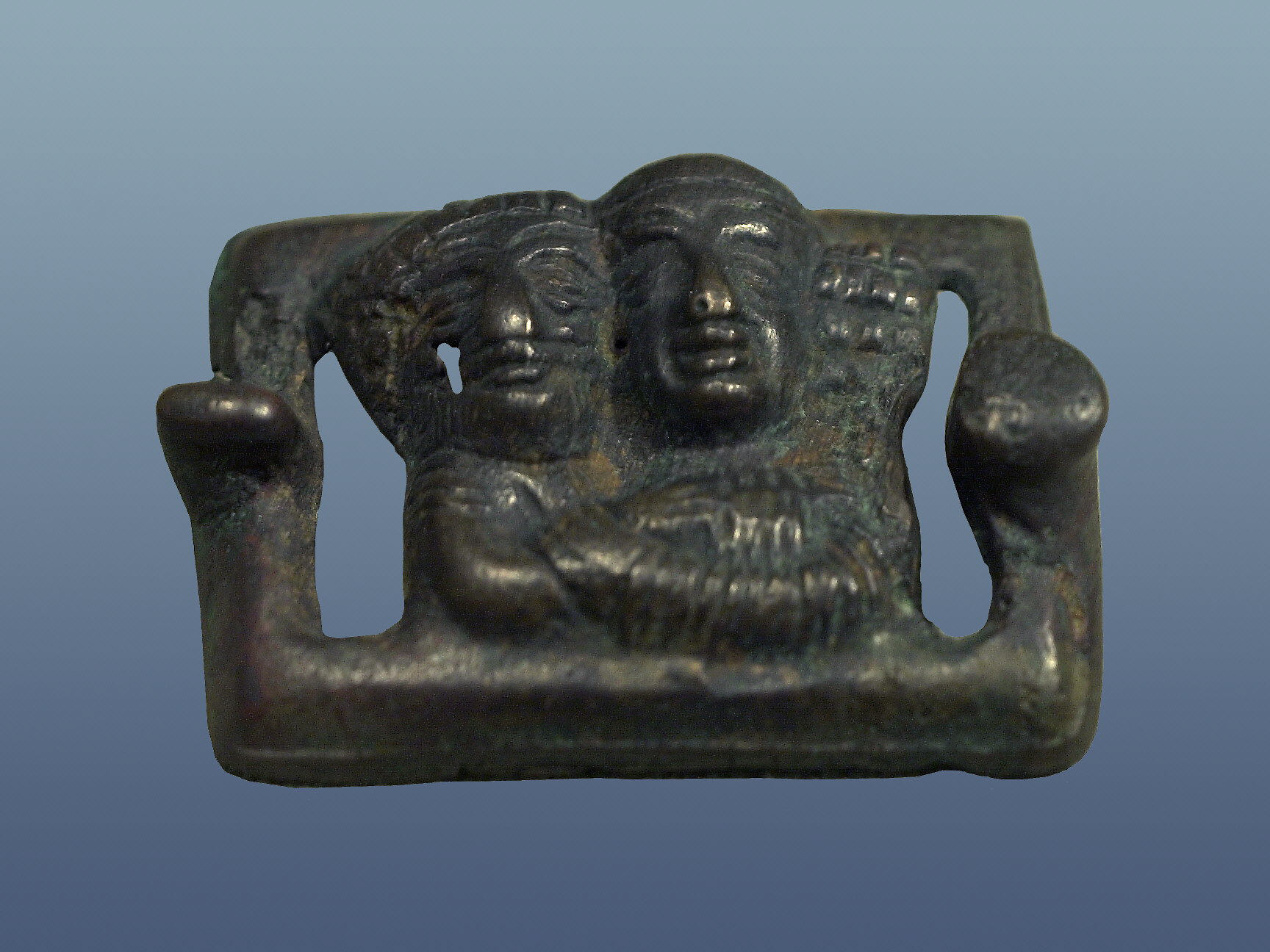
Fibbia di una cintura del II-III secolo d.C in bronzo